# Маркей (Техас)
Маркей (англ. Marquez) — місто (англ. city) в США, в окрузі Леон штату Техас. Населення — 181 особа (2020).

## Географія
Маркей розташований за координатами 31°14′11″ пн. ш. 96°15′26″ зх. д. / 31.23639° пн. ш. 96.25722° зх. д. (31.236515, -96.257231).  За даними Бюро перепису населення США в 2010 році місто мало площу 3,52 км², уся площа — суходіл.

## Демографія
Згідно з переписом 2010 року, у місті мешкали 263 особи в 107 домогосподарствах у складі 66 родин. Густота населення становила 75 осіб/км².  Було 138 помешкань (39/км²).
Расовий склад населення:
| - 72,2 % — білих - 9,1 % — чорних або афроамериканців - 0,8 % — корінних американців - 16,3 % — осіб інших рас |

До двох чи більше рас належало 1,5 %. Частка іспаномовних становила 24,7 % від усіх жителів.
За віковим діапазоном населення розподілялося таким чином: 25,9 % — особи молодші 18 років, 58,1 % — особи у віці 18—64 років, 16,0 % — особи у віці 65 років та старші. Медіана віку мешканця становила 38,8 року. На 100 осіб жіночої статі у місті припадало 108,7 чоловіків;  на 100 жінок у віці від 18 років та старших — 99,0 чоловіків також старших 18 років.
Середній дохід на одне домашнє господарство  становив 50 885 доларів США (медіана — 43 750), а середній дохід на одну сім'ю — 56 798 доларів (медіана — 46 500). За межею бідності перебувало 17,4 % осіб, у тому числі 32,9 % дітей у віці до 18 років та 4,9 % осіб у віці 65 років та старших.
Цивільне працевлаштоване населення становило 102 особи. Основні галузі зайнятості: сільське господарство, лісництво, риболовля — 23,5 %, освіта, охорона здоров'я та соціальна допомога — 16,7 %, виробництво — 14,7 %.